# John Shiban
John Shiban é um roteirista, diretor e produtor estadunidense. Trabalhou em Arquivo X e Sobrenatural.